# Jo Bonner
Josiah Robins Bonner, Jr. mais conhecido como Jo Bonner (nascido em Selma, em 19 de novembro de 1959) é um político norte-americano. Pertencente ao Partido Republicano, é membro da Câmara dos Representantes dos Estados Unidos desde 2003, representando o 1.º Distrito Congressional do Alabama.

## Biografia
Bonner nasceu em Selma, no Alabama, sendo criado em Camden,é filho de Lyon e Robins Josias Bonner. É formado pela Universidade do Alabama, graduando-se em 1982.
Em 1984, começou a trabalhar como secretário de imprensa do deputado Sonny Callahan, um republicano que representava o primeiro distrito de Alabama. Em 1989, Bonner foi promovido a chefe pessoal deCallahan, e mudou-se para Mobile.
Em 2002, Bonner foi eleito representante do primeiro distrito do Alabama, substituindo Callahan que tinha se aposentado. Em 2000, a Universidade do Alabama honrou Bonner como aluno de destaque.